# Recinte emmurallat d'Altura
El recinte emmurallat d'Altura és un monument de la vila d'Altura (Alt Palància) dins del seu nucli urbà. És un bé d'interès cultural. La muralla d'Altura és d'origen medieval. Es desconeix amb precisió quin era el perímetre exacte, atès que amb el pas del temps, s'ha anat confonent amb els habitatges i els edificis del centre de la vila. Tot i aquesta circumstància, encara en queden restes que denoten el monument. És el cas dels portals: en romanen dos, el de Las Parras i el de Clemente Soriano (també conegut com El Portalico, que compta amb un arc de mig punt de carreu, per on accedien viatgers i mercaderies provinents dels camins d'Aragó i de Sogorb. Fins fa poc es conservava un altre a la plaça de l'Era Lozano, i es considera l'existència d'un quart portal al carrer del Portillo. La muralla recorria els carrers de San Juan i del Muro (de la qual en pren la denominació).